# Molomea malkini
Molomea malkini är en insektsart som beskrevs av Young 1968. Molomea malkini ingår i släktet Molomea och familjen dvärgstritar. Inga underarter finns listade i Catalogue of Life.